# 乙型魚雷艇
| 乙型魚雷艇       | 乙型魚雷艇                                                    |
| ---------------- | ------------------------------------------------------------- |
| 241号型魚雷艇    |                                                               |
| 艦級概観         |                                                               |
| 艦種             | 魚雷艇                                                        |
| 艦名             |                                                               |
| 前級             | 甲型魚雷艇                                                    |
| 次級             |                                                               |
| 要目（T-35の例） |                                                               |
| 排水量           | 24.3トン                                                      |
| 全長             | 18.00m                                                        |
| 全幅             | 4.30m                                                         |
| 吃水             | 0.728m                                                        |
| 機関             | 艦本式71号6型ガソリンエンジン2基 2軸、1,840馬力               |
| 速力             | 38.0ノット                                                    |
| 航続距離         | 33ノットで290海里                                             |
| 燃料             | ガソリン                                                      |
| 乗員             | 7名                                                           |
| 兵装             | 45cm魚雷落射機2基 13mm機銃1挺 （もしくは25mm機銃1挺） 爆雷2個 |

乙型魚雷艇（おつがたぎょらいてい）は日本海軍の魚雷艇。戦時中に大量建造を計画したが専用エンジン製造の遅れから多種の航空用エンジンを搭載し、多くの型が存在する。ここでは乙型として一括して記述する。また『世界の艦船 日本海軍特務艦船史』では一号型魚雷艇（T-1型）も乙型に含めている。

## 概要
1942年（昭和17年）後半からのソロモン諸島方面での反攻では、米軍の魚雷艇が活躍し、日本海軍でも魚雷艇、上陸用舟艇の建造が急務となった。そこで小型魚雷艇の急速建造が計画され、1943年（昭和18年）に2年間で1,500隻建造の計画が立てられた。また魚雷艇建造の優先順位は潜水艦と同じ、海防艦に次ぐ2位とされた。しかしこれは当時の日本の工業力では到底不可能な数字であり、特にエンジンの生産が追いつかなかった（後述）。
船体は木造、もしくは鋼製であり船底はV型構造を採用、その工作は熟練工の不足のため苦労したという。また木製船体の建造には尿素系接着剤を使用したがその研究が十分でなかった。
建造における最大の問題点はエンジンの不足であった。当時まだ魚雷艇に使える軽量高馬力のディーゼルエンジンは無く、代わりにガソリンエンジンを使用した。輸入魚雷艇のエンジンをコピーした76号6型エンジンを三菱重工業で製造したが生産が間に合わず、水冷の航空用エンジンを転用した型も現れた。それでも数が足りず、航空用空冷エンジンを搭載した型もある。航空用空冷エンジンを船舶用に使用するには冷却のために大容量の送風機が必要で、そのためにエンジン出力の20%が消費された。更に長時間の最高出力運転ではオーバーヒートする欠点もあった。建造の問題点としてはそれぞれのエンジンを船舶用に改造する必要があり、それに多くの労力が費やされた。それら航空用エンジン搭載艇の多くは魚雷艇としては低速の30ノットにも満たない速度であり、中には20ノット以下の艇も建造された。
その後も専用エンジンの生産は捗らず、エンジンの不足から搭載を1基としたT-25型や更に船体を小型化したT-14型なども計画、建造され、派生型が増えることとなった。
結局日本海軍が建造した魚雷艇は（隼艇を含め）全部で約500隻、船体のみ完成して放置されたものや雷艇として竣工したものを含めると約800隻となった。その後の戦局の悪化により魚雷艇の生産は1945年（昭和20年）3月に中止、震洋などの特攻兵器の生産に重点を移していった。

## 隼艇
敵魚雷艇を排除するために船体や艤装は魚雷艇と同一だが機銃兵装を強化し、魚雷搭載を廃止した艇も建造された。これらは魚雷艇に類別されたが隼艇と呼称された。詳細は隼艇を参照のこと。

## 雷艇
乙型の一部の型に搭載された航空機用エンジンは良く言えば遊休品の再活用、悪く言えば中古エンジンであり、中には計画速力に遠く及ばない艇もあった。それらは魚雷艇籍ではなく雑役船に編入され雷艇と呼ばれた。

## 各型

### T-1型、151号型
T-1型（1号型）
『世界の艦船』では乙型に含めている。詳細は一号型魚雷艇を参照のこと。
151号型
乙型の大量生産計画の時に外地工作部も活用し、T-1型の図面を流用して15隻が建造された。詳細は一号型魚雷艇#151号型を参照のこと。

### 全長18.00mのタイプ
以下は船体の3寸が全て同一寸法（全長18.00m、幅4.30m、深さ2.00m）でエンジン以外はほぼ同一の魚雷艇のグループ。計画番号30番台はエンジンを2基搭載、T-36からT-39までは航空機用空冷エンジンを搭載した。
T-21,T-22
『世界の艦船』には記述が無いが『日本魚雷艇物語』に記述がある。エンジンはそれぞれイスパノ・スイザ水冷450馬力水冷エンジンとイスパノ・スイザ水冷600馬力水冷エンジン。両方とも航空機用エンジンで450馬力エンジンは横須賀で、600馬力エンジンは呉で整備を担当した。
T-23（201号型）
エンジンに航空機用の九一式エンジン1基を搭載。同型艇は201号魚雷艇~205号魚雷艇・213号魚雷艇~218号魚雷艇・401号魚雷艇~410号魚雷艇・451号魚雷艇~454号魚雷艇。横須賀、佐世保、三菱長崎で計25隻が建造された。なお『日本魚雷艇物語』ではイスパノスイザ600馬力エンジン搭載とされている。
T-31（206号型）
航空機用イスパノスイザ・エンジンを2基搭載したタイプ。同型艇は206号魚雷艇~212号魚雷艇・219号魚雷艇・230号魚雷艇~234号魚雷艇。横須賀で13隻建造された。1943年（昭和18年）に完成したが低速のため翌年に雷艇や内火艇に編入された。
T-32（301号型）
航空機用イスパノスイザ・エンジンを2基搭載したタイプ。同型艇は301号魚雷艇~315号魚雷艇。呉で15隻建造された。1943年（昭和18年）に完成したがT-31型同様低速のため翌年には多くが雷艇に編入、魚雷艇隊を編成したのは4隻のみだった。
T-33（220号型）
航空機用の九一式エンジン2基を搭載。同型艇は220号魚雷艇~229号魚雷艇・316号魚雷艇~326号魚雷艇・349号魚雷艇~354号魚雷艇・421号魚雷艇~425号魚雷艇・455号魚雷艇・456号魚雷艇・501号魚雷艇~505号魚雷艇。横須賀などで39隻建造された。T-31型同様に低速のため、ほとんどが雷艇に編入された。
T-34（235号型）
航空機用のロールス・ロイス式水冷エンジンを2基搭載。同型艇は235号魚雷艇~240号魚雷艇。横須賀で1943年（昭和18年）に6隻建造された。計画出力は大きかったが計画速力27.5ノットの低速に終わり、1944年（昭和19年）3月に240号魚雷艇1隻を除いた5隻が雷艇に編入された。なお『日本魚雷艇物語』ではローレン式エンジン搭載としている。
T-35（468号型）
MAS艇搭載のエンジンをコピーした71号6型水冷エンジンを2基搭載。同型艇は468号魚雷艇・482号魚雷艇~490号魚雷艇。三菱長崎で1944年（昭和19年）に10隻建造された。ようやく専用エンジンが魚雷艇に搭載され、速力は38ノットに向上したがエンジン生産がネックとなり少数の建造に終わった。
T-36（411号型）
空冷寿3型エンジン2基を搭載。同型艇は411号魚雷艇~420号魚雷艇・426号魚雷艇~450号魚雷艇・470号魚雷艇~473号魚雷艇。佐世保などで1943年（昭和18年）から翌年にかけて39隻建造された。航空機転用エンジンの中で出力が一番小さく排気音や熱気が大きいなど問題点が多かった。そのため9隻が雑役船へ転籍となっている。
T-37（327号型）
空冷明星2型エンジン2基を搭載。同型艇は327号魚雷艇~348号魚雷艇・355号魚雷艇~357号魚雷艇。呉などで1943年（昭和18年）から翌年にかけて25隻建造された。騒音の問題、スクリュー軸の傾斜角が大きくなるなどいろいろな問題が生じた結果、14隻が雷艇に編入、魚雷艇として使用されたのは9隻だった。
T-38（241号型）
空冷金星41型エンジン2基を搭載。同型艇は241号魚雷艇~286号魚雷艇・457号魚雷艇~467号魚雷艇・506号魚雷艇~528号魚雷艇。横須賀などで1943年（昭和18年）から翌年にかけて80隻建造された。エンジン直径が大きいためスクリュー軸の傾斜角が大きくなるなどいろいろな問題が生じた。
T-39（474号型）
三菱製の空冷震天21型エンジン2基を搭載。同型艇は474号魚雷艇~481号魚雷艇。三菱長崎で1944年（昭和19年）に8隻建造された。エンジンの馬力は比較的大きかったが速力は27ノットに過ぎず、その他にも問題があったらしく魚雷艇隊を編成しなかった。

### その他のタイプ
T-25（469号型）
71号6型水冷エンジンの生産遅延のため搭載エンジンを1基とし、また船体寸法はT-1型と同一とした。同型艇は469号魚雷艇・493号魚雷艇~500号魚雷艇・529号魚雷艇~537号魚雷艇・801号魚雷艇~837号魚雷艇。三菱長崎で1944年（昭和19年）に55隻建造された。エンジンを1基としたため速力は26ノット程に落ちた。
T-14（538号型）
71号6型水冷エンジンは1基だが、船体をより小型に改め速力30ノット以上を目指した型。同型艇は538号魚雷艇~555号魚雷艇・838号魚雷艇~894号魚雷艇(890号魚雷艇以降は未成)・1101号魚雷艇~1108号魚雷艇。1944年（昭和19年）に三菱長崎などで83隻建造された。T-15型と同時期に試作、比較の結果、本型を量産した。日本海軍の魚雷艇各型の中で一番多く生産された。
T-15（491号型）
T-14と同じく71号6型水冷エンジンを1基搭載、船体をより小型に改め速力30ノット以上を目指した型。船型はV字型でなくステップ型とした。T-14との比較の結果、能力に大きな差は無かったが凌波性はT-14が勝り、そちらが量産された。そのため本型の生産は491号魚雷艇・492号魚雷艇の2隻に終わった。1944年（昭和19年）に三菱長崎で建造されている。『昭和造船史』では魚雷艇としての竣工は1隻のみとされている。

## 要目
『昭和造船史』を元に『日本魚雷艇物語』と『世界の艦船』で補完する。空白は文献にデータなし。**は文献によって違いがあるデータ。
| 艇型  | 計画 | 船体     | 排水量（トン） | 長さ(m) | 幅(m) | 深さ(m) | 吃水(m) | 機関                    | 出力（馬力） | 速力（ノット） | 航続距離（ノット-海里） | 機銃     | 魚雷   | 乗員 |
| ----- | ---- | -------- | -------------- | ------- | ----- | ------- | ------- | ----------------------- | ------------ | -------------- | ----------------------- | -------- | ------ | ---- |
| 1号   | T-1  | 木       | 20.0           | 18.30   | 4.30  | 2.10    | 0.65    | 九四式x2                | 1,800        | 39.0           | 30-210                  | 7.7mmx2  | 45cmx2 | 7    |
| 538号 | T-14 | 木       | 14.5           | 15.00   | 3.00  | 1.60    | 0.621   | 艦本式71号6型x1         | 920          | 33.30          | 28-240                  | 13mmx1** | 45cmx2 | 6    |
| 491号 | T-15 | 木       | 15.0           | 15.2    | 3.80  | 1.8     | 0.636   | 艦本式71号6型x1         | 920          | 35             |                         | 13mmx1** | 45cmx2 |      |
|       | T-21 |          | 20             | 18.0    | 4.3   | 2.0     |         | イスパノスイザ式x1      | 450          | 17             |                         |          |        |      |
|       | T-22 |          | 20             | 18.0    | 4.3   | 2.0     |         | イスパノスイザ式x1      | 500          | 18             |                         |          |        |      |
| 201号 | T-23 | 木 or 鋼 | 25.44          | 18.0    | 4.3   | 2.0     | 0.65    | 九一式600hpx1**         | 600          | 17             |                         | 13mmx1** | 45cmx2 |      |
| 469号 | T-25 | 木       | 21.0           | 18.00   | 4.30  | 2.00    | 0.677   | 艦本式71号6型x1         | 920          | 25.86          | 24-370                  | 25mmIx1  | 45cmx2 | 7    |
| 206号 | T-31 | 木 or 鋼 | 24.0           | 18.0    | 4.3   | 2.0     | 0.733   | イスパノスイザ式450hpx2 | 800**        | 20             |                         | 13mmx1** | 45cmx2 |      |
| 301号 | T-32 | 木 or 鋼 | 23.54          | 18.00   | 4.30  | 2.00    | 0.723   | イスパノスイザ式650hpx2 | 1,000        | 21.57          | 19.5-300                | 13mmx1** | 45cmx2 | 7    |
| 220号 | T-33 | 木 or 鋼 | 24.5           | 18.0    | 4.3   | 2.0     | 0.737   | 九一式x2**              | 900**        | 21.0           |                         | 13mmx1** | 45cmx2 |      |
| 235号 | T-34 | 木       | 24.0           | 18.0    | 4.3   | 2.0     | 0.729   | ロールス・ロイス式x2**  | 1,600**      | 27.5           |                         | 不明**   | 45cmx2 |      |
| 468号 | T-35 | 木       | 24.3           | 18.00   | 4.30  | 2.00    | 0.728   | 艦本式71号6型x2         | 1,840        | 38.0           | 33-290                  | 13mmx1** | 45cmx2 | 7    |
| 411号 | T-36 | 木       | 24.0           | 18.0    | 4.3   | 2.0     | 0.728   | 寿3型空冷x2             | 860          | 21.5           |                         | 25mmx1   | 45cmx2 |      |
| 327号 | T-37 | 木 or 鋼 | 24.7           | 18.0    | 4.3   | 2.0     | 0.740   | 明星2型空冷x2           | 1,200        | 25             |                         | 25mmx1   | 45cmx2 |      |
| 241号 | T-38 | 木       | 24.16          | 18.00   | 4.30  | 2.00    | 0.723   | 金星41型空冷x2          | 1,400        | 27.5           | 26-220                  | 13mmx1*  | 45cmx2 | 7    |
| 474号 | T-39 | 木       | 24.5           | 18.0    | 4.3   | 2.0     | 0.742   | 震天21型空冷x2          | 1,440        | 27.0           |                         | 25mmx1   | 45cmx2 |      |
| 151号 |      |          | 17             | 18.30   | 4.30  |         | 0.70    | 九四式x2                | 1,800        | 39             |                         | 7.7mmx2  | 45cmx2 |      |

```
T-14,15,23,31,32,33,35の機銃は『日本魚雷艇物語』によると13mmもしくは25mm機銃1挺。
T-23の出力は『世界の艦船』による。『日本魚雷艇物語』ではイスパノスイザ式x1、出力450馬力
T-31の出力は『日本魚雷艇物語』による。『世界の艦船』では出力900馬力
T-33は『世界の艦船』では出力1,200馬力
T-34は『日本魚雷艇物語』ではローレン式x2、1,400馬力、機銃は13mmx1
T-35は『日本魚雷艇物語』だと25mmx1
T-38は『日本魚雷艇物語』だと25mmx1
```